# Luis María Garriga
Luis María Miguel Emilio Carlos Garriga Ortiz (Borja, 14 de junio de 1945) es un atleta, político y noble español. Compitió  en salto de altura en los Juegos Olímpicos de Tokio 1964 y de México 1968.

## Biografía
Natural de Borja, era miembro de la familia de los condes de Torreflorida.
Se inició al deporte desde joven, tras ver por televisión la final de salto de altura de los Juegos Olímpicos de Roma 1960, y llegó a batir el récord infantil de la prueba. Fue posteriormente seis veces campeón de España con el Real Zaragoza y batió varias veces el récord nacional de salto de altura, siendo el primer atleta español que superó la barrera psicológica de los 2 metros. Más de cincuenta veces internacional con España, participó en dos juegos olímpicos.
Tras retirarse del deporte en 1971 inició una carrera política de la mano del Partido Aragonés. Fue dos veces alcalde de su localidad natal (1979-1987) y posteriormente concejal de la capital regional, Zaragoza (1987-1991). Vinculado a la política deportiva, fue candidato al Senado y parte de la propuesta para albergar unos juegos olímpicos de invierno en Jaca, antes de regresar a su localidad natal donde gobernó otras tres legislaturas más como alcalde (1995-2007).
De su gobierno en Borja se recuerda la instalación del primer parque eólico en el municipio en una de los primeros proyectos de ese tipo en España. Otros actos recordados fueron la construcción del polígono industrial Barbalanca e instalaciones municipales (parque de bomberos, campo de fútbol municipal y piscinas) así como intervenciones de restauración en la colegiata de Santa María, incluyendo la creación de su museo.
Sucedió a su hermano en el título de conde de Torreflorida en 1998. Miembro de la junta directiva de varias federaciones deportivas aragonesesas, llegó en particular a presidir la federación aragonesa de atletismo desde 2004. Ha sido igualmente galardonado con varias condecoraciones deportivas, como la Real Orden del Mérito Deportivo.